# Бијели Кланац
Бијели Кланац је насељено мјесто у општини Крњак, на Кордуну, Карловачка жупанија, Република Хрватска.

## Историја
Бијели Кланац се од распада Југославије до августа 1995. године налазио у Републици Српској Крајини. До територијалне реорганизације насеље се налазио у саставу бивше велике општине Карловац.

## Становништво
Насеље је према попису из 2001. године имало 13 становника. Бијели Кланац је према попису из 2011. године имао 1 становника.
| Националност       | 1991. | 1981. | 1971. | 1961. |
| Срби               | 31    | 40    | 50    | 55    |
| остали и непознато |       | 3     |       |       |
| Укупно             | 31    | 43    | 50    | 55    |

| Демографија | Демографија | Демографија |
| Година      | Становника  | Становника  |
| ----------- | ----------- | ----------- |
| 1961.       | 55          |             |
| 1971.       | 50          |             |
| 1981.       | 43          |             |
| 1991.       | 31          |             |
| 2001.       | 13          |             |
| 2011.       |             | 1           |